# Arielle Kebbel
Arielle Caroline Kebbel (Winter Park, 19 febbraio 1985) è un'attrice e modella statunitense.

## Biografia
Di origine tedesca e svizzera tedesca,  la madre, Sheri, è una talent manager e possiede una società di produzione. Kebbel si è diplomata a 17 anni al liceo di Crenshaw di Winter Garden. È stata la prima finalista al concorso di bellezza Miss Florida Teen USA del 2002. Prima di intraprendere la carriera di attrice, Kebbel era una modella a tempo pieno. Si è formata presso la Lisa Maile Image, Modeling & Acting School in Florida. Da allora è apparsa in numerose riviste come Maxim, H, Lucky, Men's Health, Stuff, FHM. Vegas, Bello e Razor.
Ha ottenuto il suo primo ruolo importante in Una mamma per amica, interpretando Lindsay Lister.

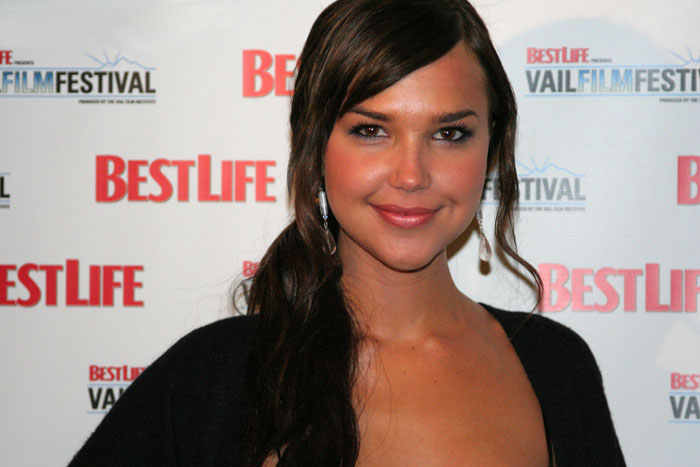
Kebbel al Vail Film Festival del 2007

Nel 2005 ha interpretato Elyse Houston in American Pie Presents: Band Camp e nel 2006 è apparsa nel film horror The Grudge 2 e nella commedia Il mio ragazzo è un bastardo.
Dal 2009 al 2017 ha interpretato la vampira centenaria Lexi Branson nella serie televisiva The Vampire Diaries. Nel 2011 ha preso parte alla serie 90210 nel ruolo di Vanessa.
Nel 2017-2018 ha interpretato il ruolo di Olivia Charity nella serie televisiva Midnight, Texas. Nel 2019 è apparsa come guest nella serie Grand Hotel.

## Vita privata
Kebbel è molto amica dell'attrice Torrey DeVitto, anche lei cresciuta a Winter Park, in Florida. Kebbel ama da sempre i cavalli e ha preso la sua prima lezione di equitazione all'età di cinque anni.

## Filmografia

### Cinema
- Soul Plane, regia di Jessy Terrero (2004)
- Be Cool, regia di F. Gary Gray (2005)
- Reeker - Tra la vita e la morte (Reeker), regia di Dave Payne (2005)
- Dirty Deeds, regia di David Kendall (2005)
- American Pie Presents: Band Camp, regia di Steve Rash (2005)
- The Kid & I, regia di Penelope Spheeris (2005)
- Aquamarine, regia di Elizabeth Allen (2006)
- Il mio ragazzo è un bastardo (John Tucker Must Die), regia di Betty Thomas (2006)
- The Grudge 2, regia di Takashi Shimizu (2006)
- La leggenda del tesoro scomparso (Outlaw Trail: The Treasure of Butch Cassidy), regia di Ryan Little	(2006)
- Daydreamer, regia di Brahman Turner (2007)
- The Bros., regia di Jonathan Figg (2007)
- Freakdog (Red Mist), regia di Paddy Beathnach (2008)
- Il coraggio di vincere (Forever Strong), regia di Ryan Little (2008)
- The Uninvited, regia dei fratelli Guard (2009)
- Mordimi (Vampires Suck), regia di Jason Friedberg e Aaron Seltzer (2010)
- I Melt with You, regia di Mark Pellington (2011)
- Answer This!, regia di Christopher Farah (2011)
- Brooklyn Brothers Beat the Best, regia di Ryan O'Nan (2011)
- Mardi Gras - Fuga dal college (Mardi Gras: Spring Break Mike), regia di Phil Dornfeld (2011)
- Think Like a Man, regia di Tim Story (2012)
- Supporting Characters, regia di Daniel Schechter (2012)
- N.Y.C. Underground, regia di Jessy Terrero (2013)
- Delicious Ambiguity, regia di Justin Canel (2013) - cortometraggio
- Bitch, regia di Marianna Palka (2017)
- Cinquanta sfumature di rosso (Fifty Shades Freed), regia di James Foley (2018)
- Another Time, regia di Thomas Hennessy (2018)
- After 3 (After We Fell), regia di Castille Landon (2021)
- After 4 (After Ever Happy), regia di Castille Landon (2022)
- After 5 (After Everything), regia di Castille Landon (2023)
- Summer Camp, regia di Castille Landon (2024)

### Televisione
- CSI: Scena del crimine (CSI: Crime Scene Investigation) - serie TV, episodio 3x21 (2003)
- Giudice Amy (Judging Amy) - serie TV, episodio 5x08 (2003)
- Una mamma per amica (Gilmore Girls) - serie TV, 9 episodi (2003-2004)
- Law & Order - Unità vittime speciali (Law & Order: Special Victims Unit) - serie TV, episodio 5x17 (2004)
- Entourage - serie TV, episodio 1x01 (2004)
- I Finnerty (Grounded for Life) - serie TV, 4 episodi (2004)
- CSI: Miami - serie TV, episodio 3x16 (2005)
- Clubhouse - serie TV, episodio 1x06 (2005)
- Shark - Giustizia a tutti i costi (Shark) - serie TV, episodio 1x05 (2006)
- Football Wives, regia di Bryan Singer - episodio pilota scartato (2007)
- No Heroics, regia di Andrew Fleming - episodio pilota scartato (2009)
- The Vampire Diaries - serie TV, 9 episodi (2009-2017)
- True Blood – serie TV, episodio 3x10 (2010)
- Life Unexpected - serie TV, 7 episodi (2010)
- Marcy - serie TV, episodio 1x06 (2011)
- Hallelujah, regia di Michael Apted - episodio pilota scartato (2011)
- 90210 - serie TV, 16 episodi (2011-2013)
- Hawaii Five-0 - serie TV, episodio 3x04 (2012)
- Audrey - serie web, 4 episodi (2012)
- Una sposa per Natale (A Bride for Christmas), regia di Gary Yates – film TV (2012)
- First Dates With Toby Harris - serie TV, episodio 2x06 (2013)
- Instant Mom - serie TV, episodi 1x01-1x08 (2013)
- The After, regia di Chris Carter (2014) - episodio pilota per Amazon Studios
- Hotel Cupido (Sweet Surrender), regia di Kevin Connor (2014) - film TV
- Quasi sposi (Bridal Wave), regia di Michael Scott (2015) - film TV
- Unreal - serie TV, episodi 1x01-1x02-1x10 (2015)
- Ballers - serie TV, 12 episodi (2015-2019)
- The League - serie TV, episodi 7x03-7x04-7x09 (2015)
- The Grinder - serie TV, episodi 1x08-1x09 (2015)
- 4 Natali e un matrimonio (Four Christmases and a Wedding), Marita Grabiak – film TV (2017)
- Midnight, Texas – serie TV, 19 episodi (2017-2018)
- Le ragioni del cuore (A Brush with Love), regia di Peter DeLuise – film TV (2019)
- Grand Hotel – serie TV, 4 episodi (2019)
- Lincoln Rhyme - Caccia al collezionista di ossa (Lincoln Rhyme: Hunt for the Bone Collector) – serie TV, 10 episodi (2020)
- A Christmas Witness, regia di Melissa Kosar - film TV (2021)
- 9-1-1 - serie TV, 10 episodi (2022-2023)
- Love in the Great Smoky Mountains: A National Park Romance, regia di Danny J. Boyle - film TV (2023)
- Rescue: HI-Surf - serie TV, 19 episodi (2024-2025)

## Doppiatrici italiane
Nelle versioni in italiano dei suoi lavori, Arielle Kebbel è stata doppiata da:
- Francesca Manicone in Una mamma per amica (ep. 4x15, 4x20, 5x01), Aquamarine, Il mio ragazzo é un bastardo, The Grudge 2, Una sposa per Natale, Unreal, Lincoln Rhyme - Caccia al collezionista di ossa
- Valentina Favazza in Cinquanta sfumature di rosso, After 3, After 4, After 5
- Myriam Catania in The Vampire Diaries (st. 1-3), 90210, Quasi sposi
- Domitilla D'Amico in Shark - Giustizia a tutti i costi, Mardi Gras -  Fuga dal college
- Roberta De Roberto in Ballers, Grand Hotel
- Giulia Franzoso in Reeker - Tra la vita e la morte
- Federica De Bortoli in American Pie Presents Band Camp
- Rachele Paolelli in Il coraggio di vincere
- Laura Lenghi in  Mordimi
- Valentina Mari in The Uninvited
- Emanuela D'Amico in CSI: Miami
- Chiara Gioncardi in The Vampire Diaries (ep. 4x08)
- Erica Necci in The Vampire Diaries (ep. 4x17, 4x22-23, 5x22)
- Claudia Razzi in Life Unexpected
- Perla Liberatori in Hotel Cupido
- Loretta Di Pisa in Midnight, Texas
- Ilaria Latini in Le ragioni del cuore
- Giorgia Locuratolo in 9-1-1